# Ulrich von Schwerin

Siegel von Ulrich von Schwerin 1574

Ulrich von Schwerin, auch Huldrich von Schwerin oder Huldricus Schwerinus (* um 1500; † um 1575) war Großhofmeister im Herzogtum Pommern-Wolgast und dort einer der einflussreichsten Männer seiner Zeit. Er entstammte der aus Mecklenburg stammenden Familie von Schwerin.

## Leben

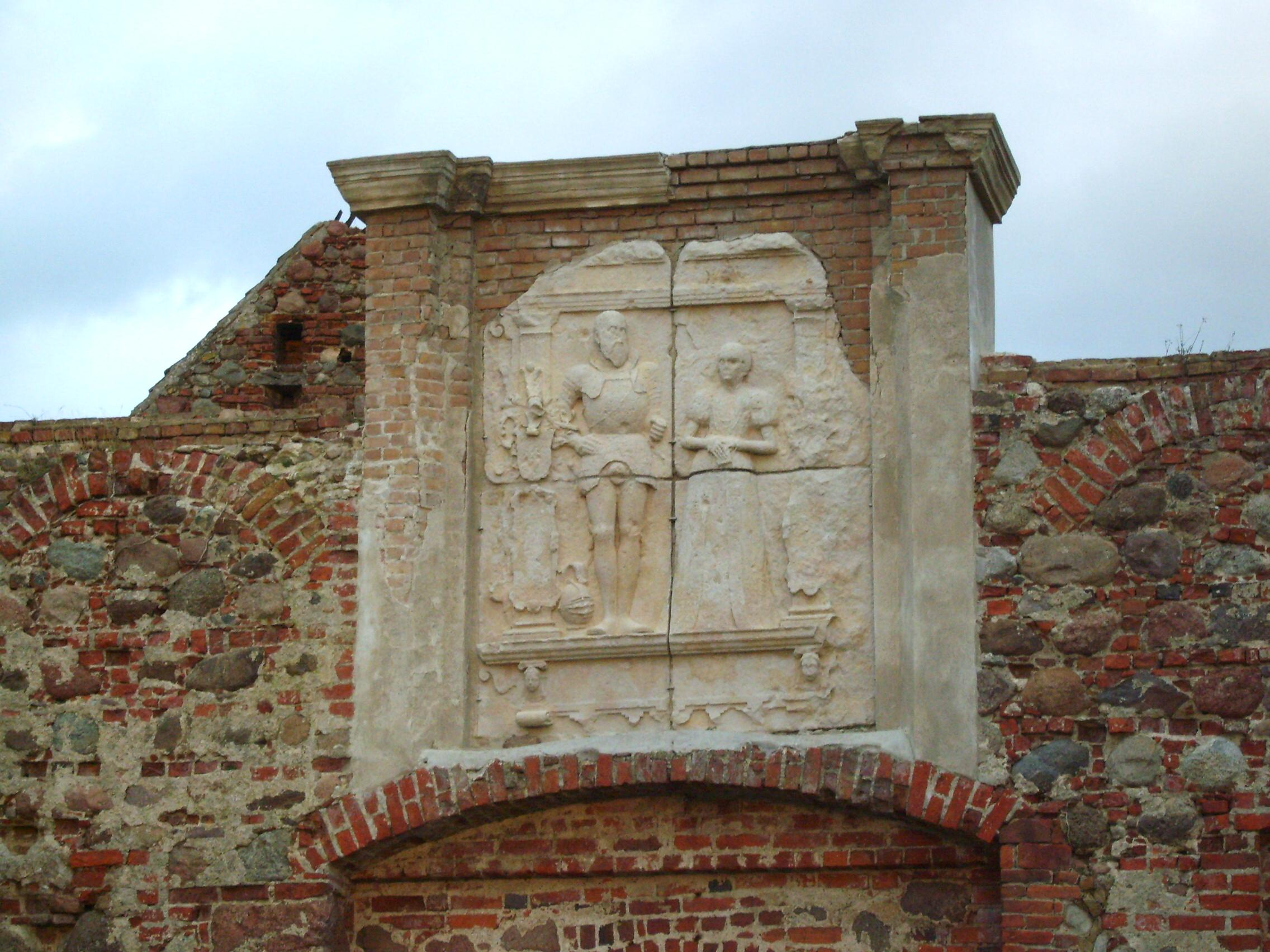
Spantekow – Ulrich von Schwerin und Frau

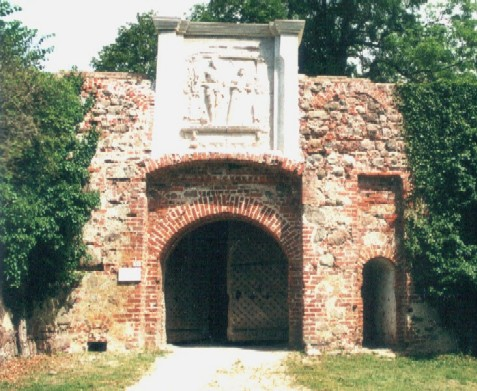
Torhaus der Festung Spantekow

Der Sohn des Joachim von Schwerin († vor 1521) aus der Linie Putzar auf Altwigshagen und der Ottilie von Bredow war bereits 1534 Rat und später Hofmarschall bei Philipp I. von Pommern-Wolgast. Als 1547 Pommern befürchten musste, von Vergeltungsmaßnahmen durch Kaiser Karl V. wegen der Teilnahme am Schmalkaldischen Bund betroffen zu sein, wurde Ulrich mit der Leitung der militärischen Angelegenheiten beauftragt. Nach dem Tod Philipps I. im Februar 1560 hatte er, durch Barnim IX.(XI.) von Pommern-Stettin berufen, den Vorsitz des Regentschaftsrates für die fünf unmündigen Söhne des Herzogs. Ab 1560 gehörte er einem Ausschuss zur Festlegung einer neuen pommerschen Kirchenordnung an.
Auch unter dem Herzog Johann Friedrich blieb er als Großhofmeister weitgehend mit der Leitung der inneren und äußeren Angelegenheiten Pommerns befasst. Während des Siebenjährigen Nordischen Krieges 1563 bis 1570 suchte er die Neutralität Pommerns zu wahren und kriegerische Auseinandersetzung vom Land fernzuhalten.
Nach dem Rückzug des Herzogs Barnim IX.(XI.) von der Regierung Pommerns 1568 koordinierte er den am 3. Februar 1569 beschlossenen Erbausgleich zu Jasenitz zwischen den fünf Söhnen Philipps I.
Ulrich von Schwerin hatte umfangreichen Grundbesitz und war so wohlhabend, dass er den Herzögen von Pommern, aber auch von Mecklenburg, Kredite gewähren konnte. Um 1545 errichtete er ein Schloss in Putzar. Zwischen 1558 und 1567 ließ er die Festung Spantekow bauen, an deren Torhaus sich ein Hochrelief mit der Darstellung Ulrichs und seiner Frau befindet.

## Nachkommen
Mit seiner Frau Anna von Arnim (⚭ vor 1530) hatte er sieben Söhne. Sein Sohn Ulrich ließ 1576 bis 1579 die Veste Landskron errichten.